# Satoshi Nakayama
Satoshi Nakayama (jap. 中山 悟志 Nakayama Satoshi; ur. 7 listopada 1981) – japoński piłkarz występujący na pozycji napastnika.

## Kariera klubowa
Od 2000 do 2015 roku występował w klubach Gamba Osaka, Nagoya Grampus Eight, Roasso Kumamoto, Mito HollyHock, V-Varen Nagasaki i FC Ryukyu.